# Astilleros Corrientes
Astilleros Corrientes es una empresa metalúrgica naval argentina, que desde 1958 se especializa en la construcción naval, modificación y reparación de buques fluviales y marítimos con experiencia en construcciones de plataforma de perforación petrolera submarina off shore, de reconocido prestigio nacional e internacional.

## Historia
En 1972 el Astillero inició su desarrollo industrial con la incorporación de importantes equipos para caldería pesada, mecánica, electricidad, carpintería y cobrería/tubería lo que permitió avanzar en la realización integral de buques de distintas clases y portes, como también en la construcción metalúrgica pesada de todo tipo.
En septiembre de 2005 la empresa inglesa Kennedy Marr Ltd., manifestó interés en la construcción de plataformas de exportación petrolera en el astillero, destacando el potencial geográfico y la calidad profesional del mismo.
Asimismo, en septiembre de 2006, durante los actos de celebración del Día de la Industria Naval Argentina, fue firmado un convenio para la construcción de más de 46 barcazas y un remolcador. La finalización de la construcción de un buque petrolero de más de 10 000 metros cúbicos de capacidad, podría servir para darle al Astillero correntino una de las máximas puntuaciones entre las empresas del sector, por lo que en poco tiempo podría ser considerado el mayor astillero privado de la Argentina.
En la actualidad la planta permanente de personal del astillero se halla dedicada a la reparación de barcazas de propiedad de las Empresas: Samuel Gutnisky S.A.I.C.; y Alta Comercial y de Transporte S.A.

## Ubicación
Su planta industrial está ubicada a orillas del Río Paraná, a la altura del km. 1200 margen izquierda, entre la calle Samuel Gutnisky y Av. Juan de Garay, (3400) Corrientes.
Su planta industrial ocupa una superficie de 140.000 m² , disponiendo de grandes instalaciones cubiertas, además de un parque de máquinas herramientas de alta tecnología, lo que permite encarar la más amplia gama de construcciones navales, petroleras y metalurgia pesada.

## Instalaciones
Dispone de naves para la preparación del acero, oxicorte por plasma, corte por guillotina y plegado con prensa- y prefabricación de bloques de acero. Posee una grada de construcción con sistema de botadura transversal, con un ancho útil de 140 metros y un varadero para reparaciones y construcciones menores. Un área de 30.000 m , permite la construcción y carga adecuada de todo tipo de construcciones Off Shore.
La capacidad tecnológica adquirida ha permitido la construcción de remolcadores de gran potencia, elevadores/transbordadores flotantes para granos, buques para transporte de productos químicos construidos en acero inoxidable, plataformas de exploración petrolera en el mar “Jack-Up”, buques tanques y barcazas fluviales para cargas líquidas y secas.
Cuenta con personal altamente calificado, ingenieros navales, técnicos navales y oficiales caldereros y soldadores con la máxima calificación requerida por los Registros de Clasificación.